# Tipula (Savtshenkia) gimmerthali
Tipula (Savtshenkia) gimmerthali is een tweevleugelige uit de familie langpootmuggen (Tipulidae). De soort komt voor in het Palearctisch gebied.